# Scoop Mosaïque
Scoop Mosaïque est une radio locale associative créée en janvier 2010 diffusant de la musique sous licence libre de diffusion. Elle a cessé d'émettre le vendredi 19 septembre 2014 à minuit.

## Présentation
Scoop Mosaïque est une radio locale belge, émettant à Tubize. Elle diffuse de la musique sous licence libre (Creative Commons ou Art Libre). En journée la programmation est centrée sur la musique Pop-Rock, en soirée la programmation devient électronique (Drum and bass, Electro, etc.). Tous les soirs, les émissions culturelles et de divertissement prennent places à l'antenne.
Scoop Mosaïque prône le monde libre, à tous les niveaux (logiciels, culturelles, musicale, etc.). Tout comme Dogmazic, Jamendo, OxyRadio, etc.
Ses programmes sont diffusés en FM sur le 107.4. Ainsi qu'en streaming.

## Histoire
En 2000 la maison des jeunes de Tubize souhaite créer une radio locale pour la ville. Scoop Radio naît et évolue dans le centre de Tubize à la rue de la Déportation (emplacement de l'ancienne maison des jeunes). La première émission de la radio a été la retransmission d'un concert de rock qui se déroulait sur la Grand Place de Tubize.
Fin 2008 la radio se voit retirer son autorisation d'émission, elle émettra en radio pirate jusqu'en octobre 2009.
En 2010 la radio obtient la création d'une nouvelle fréquence dans Tubize, le 107.4 FM. L'équipe s'est battue jusqu'au bout et revient au complet pour le nouveau projet. Nouveau projet, nouveau nom, la radio prend le nom de Scoop Mosaïque. Elle choisit de se lancer dans un projet unique en Belgique : la création d'une radio uniquement consacrée à la musique libre de droits.
À trois reprises, en 2010, 2011 et 2012 Scoop Mosaïque se voit refuser le statut de radio associative par le CSA,.
En décembre 2012, l'équipe doit quitter les locaux qui leur étaient prêtés depuis 2005. Depuis cette date, la radio n'émet plus que sur internet.
En août 2013, après plusieurs mois d'arrêt, Scoop Mosaïque réémet officiellement depuis la Maison des Jeunes de Tubize après avoir effectué pendant plusieurs semaines des tests de diffusion. Cependant, le CSA considérant que la radio n'a pas émis pendant 6 mois consécutifs, elle lui retire l'autorisation d'émettre sur sa fréquence. Néanmoins, Scoop Mosaïque continue d'émettre - pour le moment - en radio pirate, considérant cette décision du CSA injuste. En effets diverses émissions tests de courtes durées ont été effectuées durant les 6 mois.
Le 8 mars 2014, Scoop Mosaïque organisera son premier concert de soutien. L'ensemble des fonds récoltés permettra de relancer activement la radio.

En mai 2014, Scoop Mosaïque organise une campagne publicitaire centrée sur le fait qu'elle est la seule radio pirate de Belgique.  

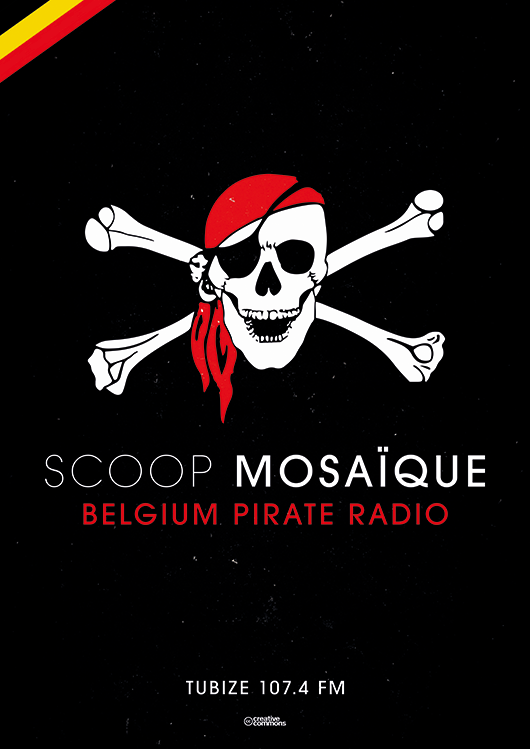
Scoop Mosaique - Affiche Pirate

Le mercredi 2 juillet 2014 , a presque un an de son retour sur les ondes en radio pirate, l'IBPT sous l'impulsion du CSA vient à nouveau couper l'émetteur de Scoop Mosaïque. L'empêchant à nouveau d'être présente sur les ondes.
Vendredi 19 septembre 2014 après plusieurs mois de diffusion uniquement sur internet, la radio décide de stopper définitivement ses programmes. Elle réunit les animateurs de la station afin de proposer aux auditeurs une dernière émission d'au revoir.

## Fréquence
- 107.4 Mhz - Tubize (Belgique)

### Identité visuelle

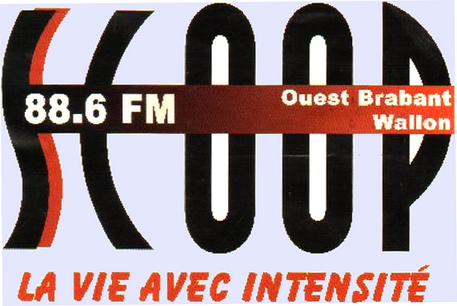
Logo Scoop Mosaïque de 2000 à 2008
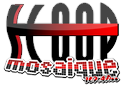
Logo Scoop Mosaïque de 2010 à 2012
Logo actuel

## Liste des émissions actuellement diffusées
- BO 2 Film - Lundi 22h
- Émission Noeliste - Certains vendredis 22h
- Le Moustachu - Lundi 20h
- Les plus belles nuits de l'émission Noeliste - Samedi 21h
- On va s'marrer - Jeudi 20h
- Pilaf Show - Mardi 23h30
- Rockin Squad - Dimanche 21h